# Wallendorf
Wallendorf (Wolenduerf/ Wuelenduerf en Luxembourgeois) est une municipalité d’Allemagne située dans le Land de Rhénanie-Palatinat et l’arrondissement d'Eifel-Bitburg-Prüm.

## Géographie
La localité est délimitée au sud par la Sûre, un affluent de la Moselle qui y reçoit les eaux de l’Our et y prend le relais de l’Our en tant que frontière avec le Luxembourg. Un pont, construit en 1905, permet de traverser la Sûre pour rejoindre la localité luxembourgeoise de Wallendorf-Pont se trouvant de l’autre côté.
La commune est bordée au sud-ouest par la frontière luxembourgeoise, l’Our (vers le Nord) et la Sûre qui la séparent des communes de Reisdorf et Beaufort.

## Personnalité
- Jean-Baptiste Hoffmann (1857-1928), prêtre catholique, jésuite, missionnaire en Inde, linguiste et réformateur social

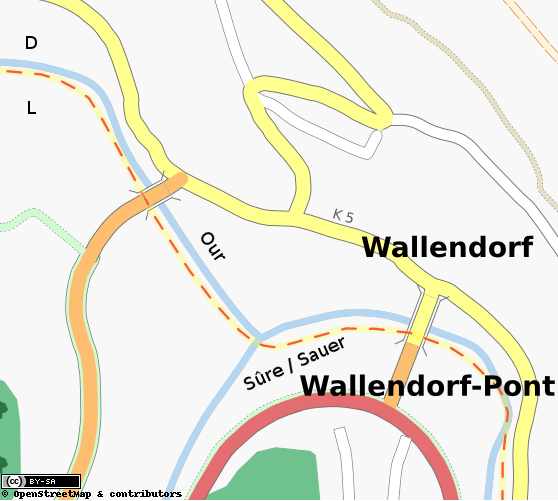
Carte des environs

Situation dans l’arrondissement d'Eifel-Bitburg-Prüm